# Migliori prestazioni mondiali under 18 di atletica leggera
Le migliori prestazioni mondiali under 18 di atletica leggera (talvolta chiamati anche record mondiali under 18 di atletica leggera) rappresentano le migliori prestazioni di atletica leggera stabilite a livello mondiale dagli atleti appartenenti alla categoria under 18 e ratificate ufficialmente dalla World Athletics.

## Maschili
Statistiche aggiornate al 26 luglio 2025.
| 100 m 11"52 (-0,5 m/s) | Lungo 7,22 m (+1,2 m/s) | Peso 17,22 m (5 kg) | 400 m 51"32 | 110 m hs 14"25 (-1,0 m/s) (91,4 cm) | Alto 1,98 m | Giavellotto 59,65 m (700 g) | 1000 m 2'52"93 |

| 100 m (v.)       | Lungo (v.)        | Peso           | Alto   | 400 m | 110 m hs (v.)              | Disco            | Asta   | Giavellotto     | 1500 m  |
| ---------------- | ----------------- | -------------- | ------ | ----- | -------------------------- | ---------------- | ------ | --------------- | ------- |
| 11"59 (-0,2 m/s) | 6,76 m (+1,1 m/s) | 16,08 m (5 kg) | 2,05 m | 51"20 | 15"44 (-0,7 m/s) (91,4 cm) | 44,09 m (1,5 kg) | 4,70 m | 78,20 m (700 g) | 4'42"29 |

## Femminili
Statistiche aggiornate all'8 giugno 2024.
| 100 m hs (v.)    | Alto   | Peso    | 200 m (v.)       | Lungo (v.)        | Giavellotto | 800 m   |
| ---------------- | ------ | ------- | ---------------- | ----------------- | ----------- | ------- |
| 13"26 (+1,2 m/s) | 1,92 m | 12,42 m | 24"13 (+0,9 m/s) | 6,24 m (+1,3 m/s) | 41,03 m     | 2'21"20 |

| 100 m hs (v.)              | Alto   | Peso           | 200 m (v.)       | Lungo (v.)        | Giavellotto     | 800 m   |
| -------------------------- | ------ | -------------- | ---------------- | ----------------- | --------------- | ------- |
| 13"21 (+2,7 m/s) (76,2 cm) | 1,69 m | 14,69 m (3 kg) | 23"36 (+2,1 m/s) | 6,33 m (-1,3 m/s) | 35,71 m (500 g) | 2'11"37 |

## Misti
Statistiche aggiornate all'8 giugno 2024.
| Specialità              | Prestazione | Atleta                                               | Nazione                                | Data           | Luogo          | Età                                                                                 |
| ----------------------- | ----------- | ---------------------------------------------------- | -------------------------------------- | -------------- | -------------- | ----------------------------------------------------------------------------------- |
| Staffetta 4×400 m mista | 3'19"54     | Keshun Reed Lynna Irby Norman Grimes Samantha Watson | Stati Uniti Squadra nazionale under 18 | 19 luglio 2015 | Cali, Colombia | 17 anni e 124 giorni 16 anni e 225 giorni 17 anni e 194 giorni 15 anni e 251 giorni |